# Аун аль-Хасауна
Аун аль-Хасауна (араб. عون الخصاونة; нар. 1950) — йорданський політик, голова уряду Йорданії від жовтня 2011 до травня 2012 року.

## Життєпис
Закінчив Кембриджський університет, здобувши ступінь бакалавра в галузі історії та права, а також ступінь магістра міжнародного права. Від 1980 до 1990 року працював у міністерстві фінансів. Від 1991 до 1994 року був юридичним радником йорданської делегації на мирних перемовинах з Ізраїлем.
1999 року був обраний суддею Міжнародного суду ООН, переобраний 2008.
У жовтні 2011 року король Абдалла II доручив аль-Хасауні сформувати новий уряд. Під час призначення на посаду вперше в історії зажадав від короля гарантій повного використання своїх повноважень глави уряду.